# Het Sint-Nicolaasfeest

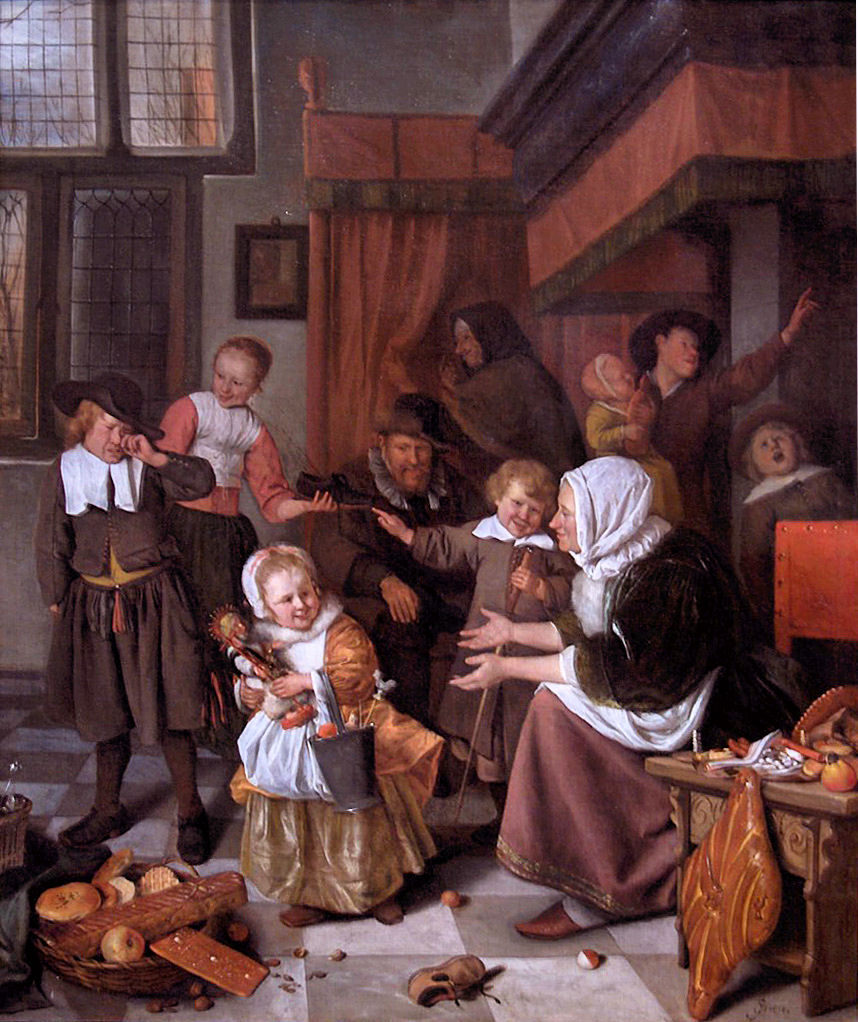
Het Sint-Nicolaasfeest

Het Sint-Nicolaasfeest is een schilderij van de Nederlandse kunstschilder Jan Steen.
Steen schilderde het 82 x 70,5 cm grote werk, uitgevoerd in olieverf op doek, tussen 1665 en 1668. Het bevindt zich in het Rijksmuseum Amsterdam.
Het werk is geschilderd in de voor Jan Steen kenmerkende stijl, waarbij taferelen uit het dagelijks leven op levendige en vaak schijnbaar chaotische wijze worden weergegeven.
Het schilderij toont een gezin dat aan de vooravond van 6 december het traditionele sinterklaasfeest viert. Centraal staat de jongste dochter van het gezin die zich kennelijk het afgelopen jaar goed gedragen heeft en daarvoor wordt beloond met een pop en andere geschenken.
Haar oudere broertje staat huilend naast haar, want zijn schoen is leeg gebleven. Hij wordt uitgelachen door een ander broertje. Op de achtergrond staat de grootmoeder die mogelijk toch nog troost heeft voor de huilende jongen in de vorm van een verborgen cadeau. De moeder toont belangstelling voor de geschenken van haar jonge dochter. De vader van het gezin ziet glimlachend het hele tafereel aan.

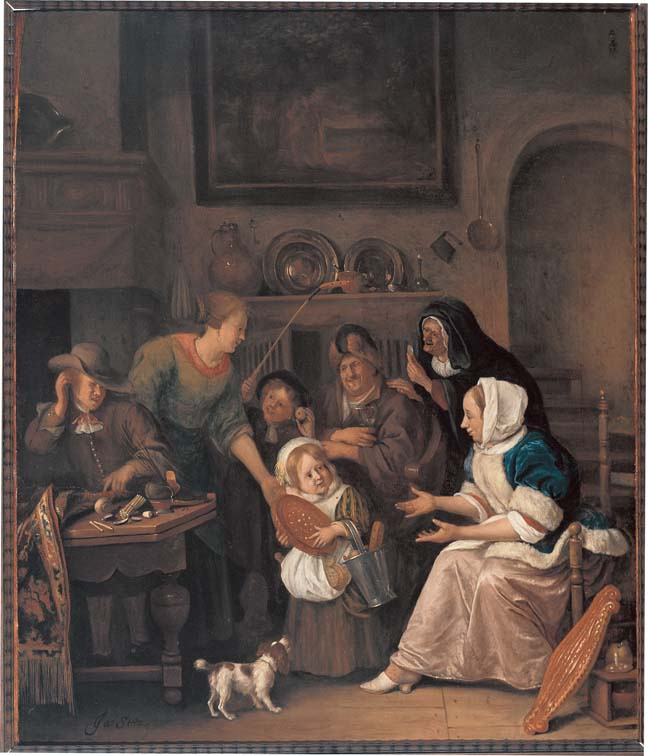
Er bestaan twee versies van Jan Steens sinterklaasavond. De bekendste, nu in het Amsterdamse Rijksmuseum, is gemaakt voor een katholiek. Het meisje in het midden heeft een pop gekregen in de vorm van een heilige. In de hier getoonde versie, die kennelijk voor protestanten is gemaakt, krijgt het meisje een eenvoudige ronde koek. 1660, Jan Havicksz. Steen, Museum Catharijneconvent